# Lago Huechulafquen
Huechulafquen es un lago ubicado en el departamento Huiliches de la provincia del Neuquén, Argentina.
Forma parte de un importante sistema lacustre junto con los lagos Paimún y Epulafquen. Se estima su profundidad entre los 500 y los 800 metros. El promedio de precipitaciones alcanza los 900 mm anuales, con una marcada variación creciente en su parte occidental.

## Toponimia
Su nombre provendría de la lengua mapuche huechu (grande) y laufquen (lago): "lago grande", aunque también se apuntan otros orígenes como "lago de la punta" o "lago del extremo".

## Generalidades

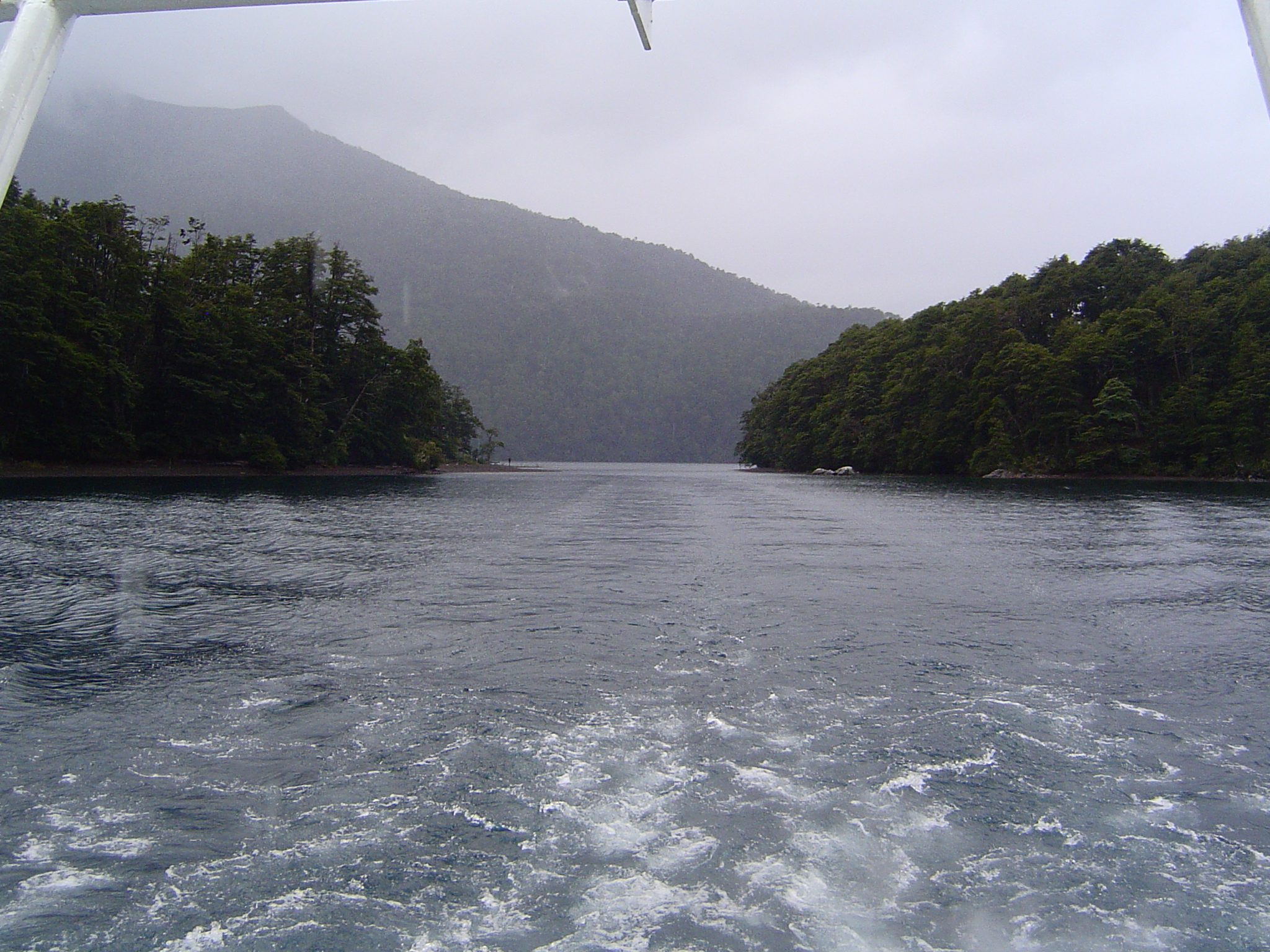
Unión con el lago Epulafquen.

Es el lago más extenso del Parque Nacional Lanín. 
En su extremo este desagua formando el río Chimehuin, que corre hacia el Océano Atlántico a través de los ríos Collón Curá, Limay y Negro.

## Hidrología
La zona de este gran lago presenta rasgos netamente volcánicos, con numerosos afluentes cuyo curso atraviesa sustratos compuestos por lavas enfriadas.

## Turismo

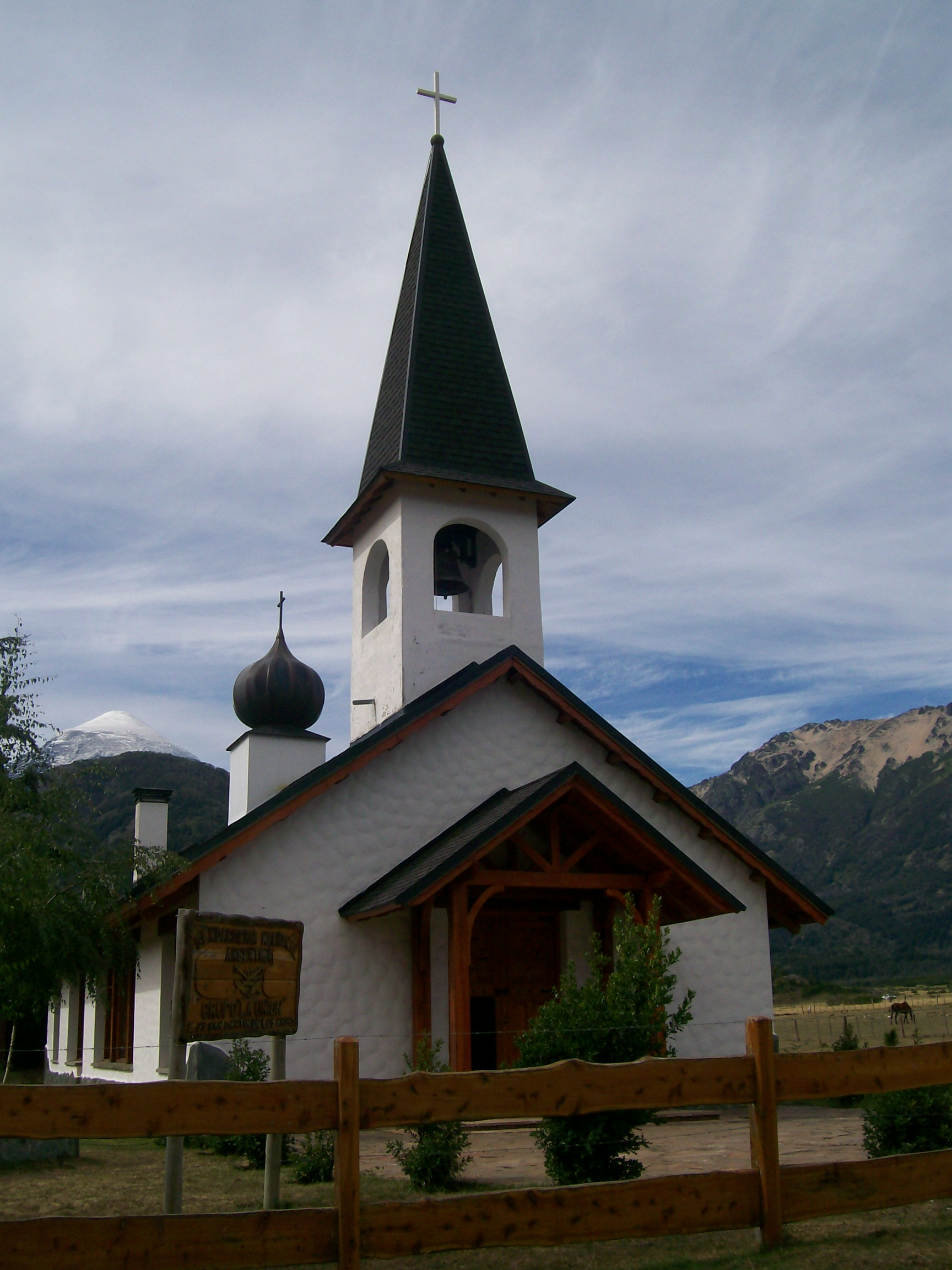
Iglesia Maria Auxiliadora del Paimun, a orillas del lago Paimun.

La entrada al Parque Nacional Lanín se encuentra aproximadamente a 22 km de la localidad Junín de los Andes, llamada Capital Nacional de la Trucha.
La zona cuenta con servicios para acampantes, hosterías, cabañas y albergues. 
Desde el Puerto Canoas sale un servicio de catamarán que llega al Lago Epulafquen, avistando el escorial volcánico. Excelentes vistas de la ladera Sur del volcán Lanín (3776 m s. n. m.), cubierta de glaciares de altura.
Puede practicarse la pesca con mosca de truchas, cuyas variedades marrón y arco iris son especialmente codiciadas. Esta actividad se encuentra altamente regulada, con apertura y cierre de estación y pesos mínimos para los ejemplares capturados. La zona del desagüe del lago, llamada "Boca del Chimehuin" es uno de los principales pesqueros con mosca de la Patagonia.

## Galería

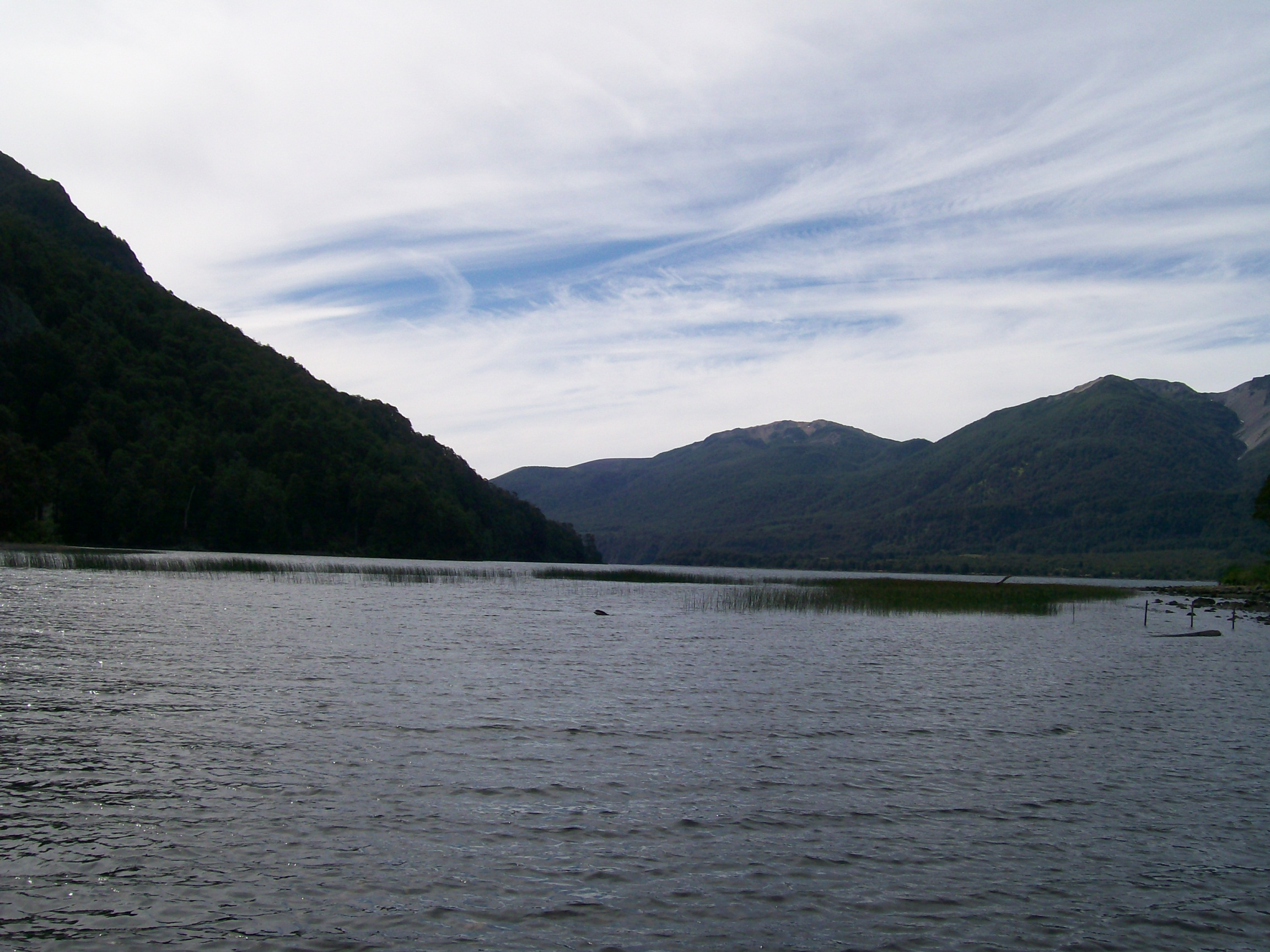
Vista del Lago.
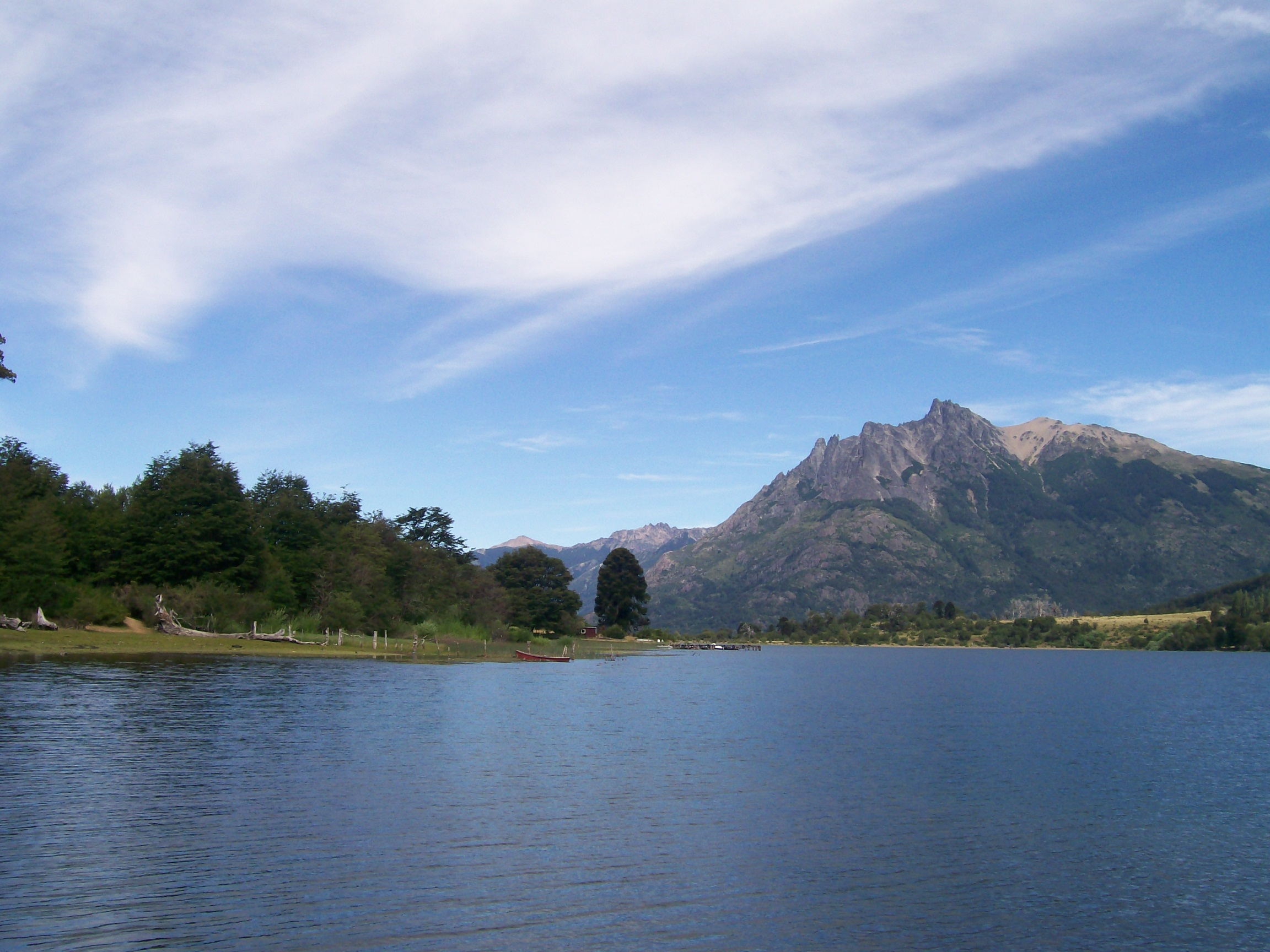
Vista del Lago
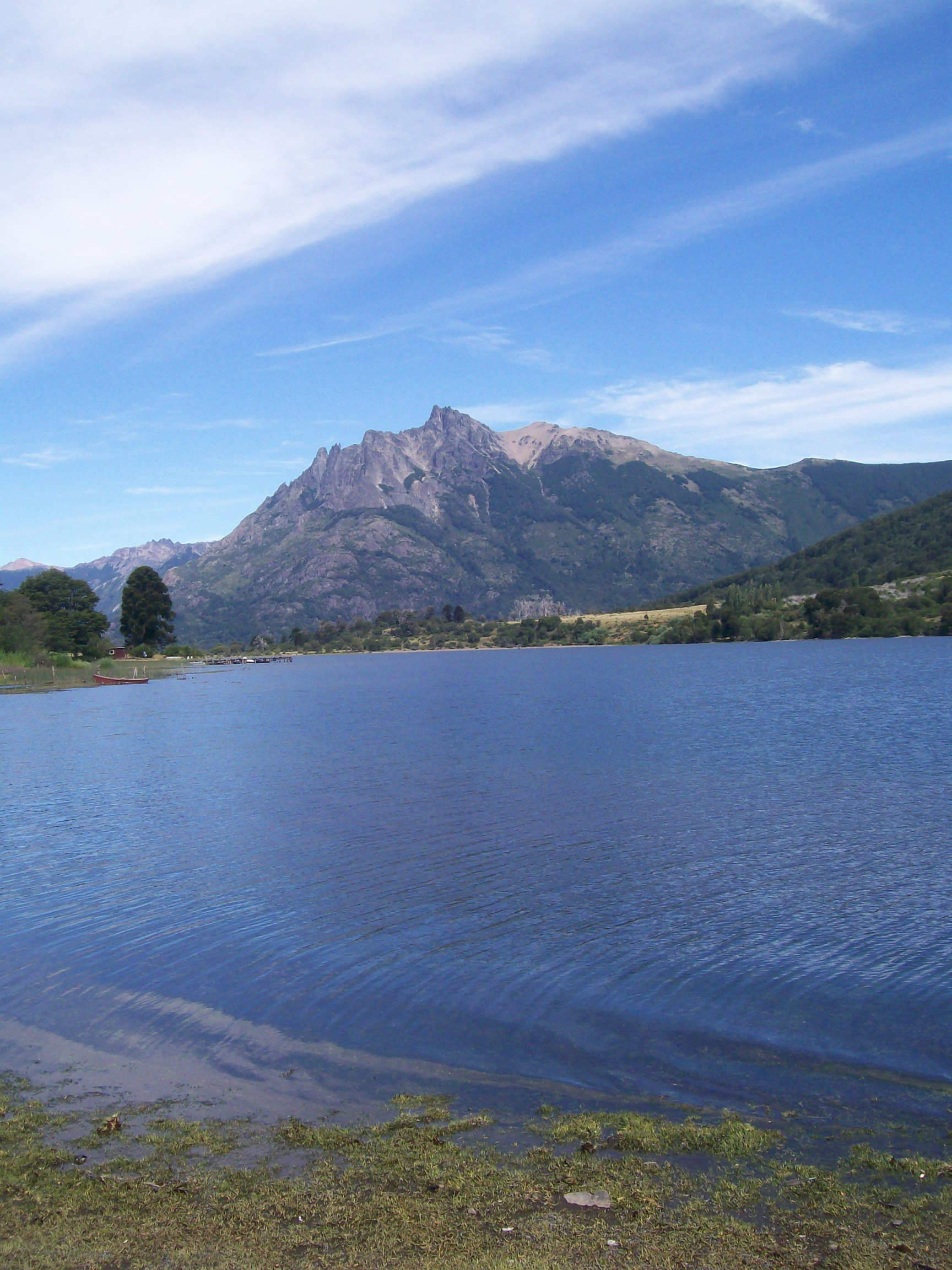
Vista del Lago.
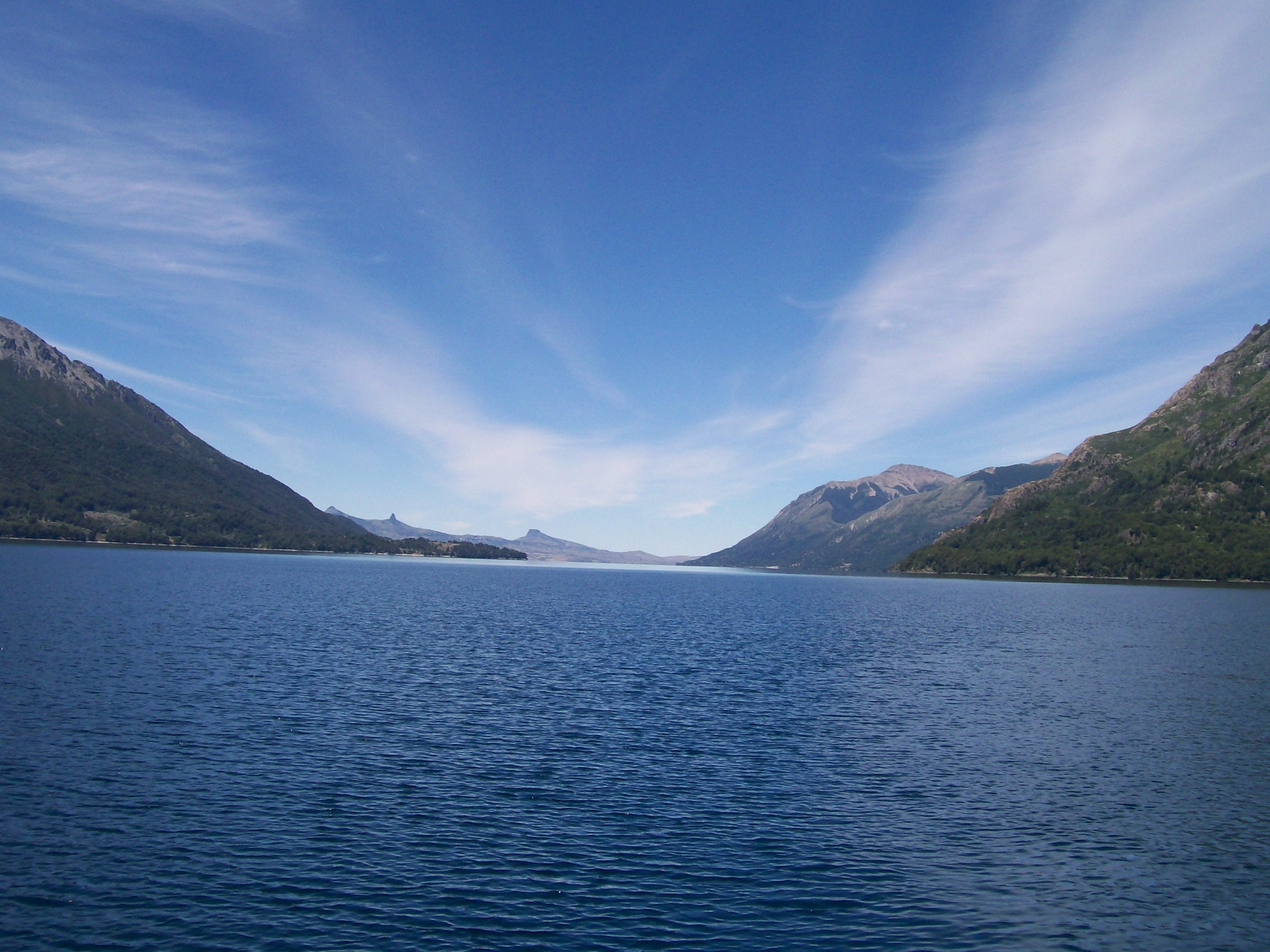
Vista del Lago.
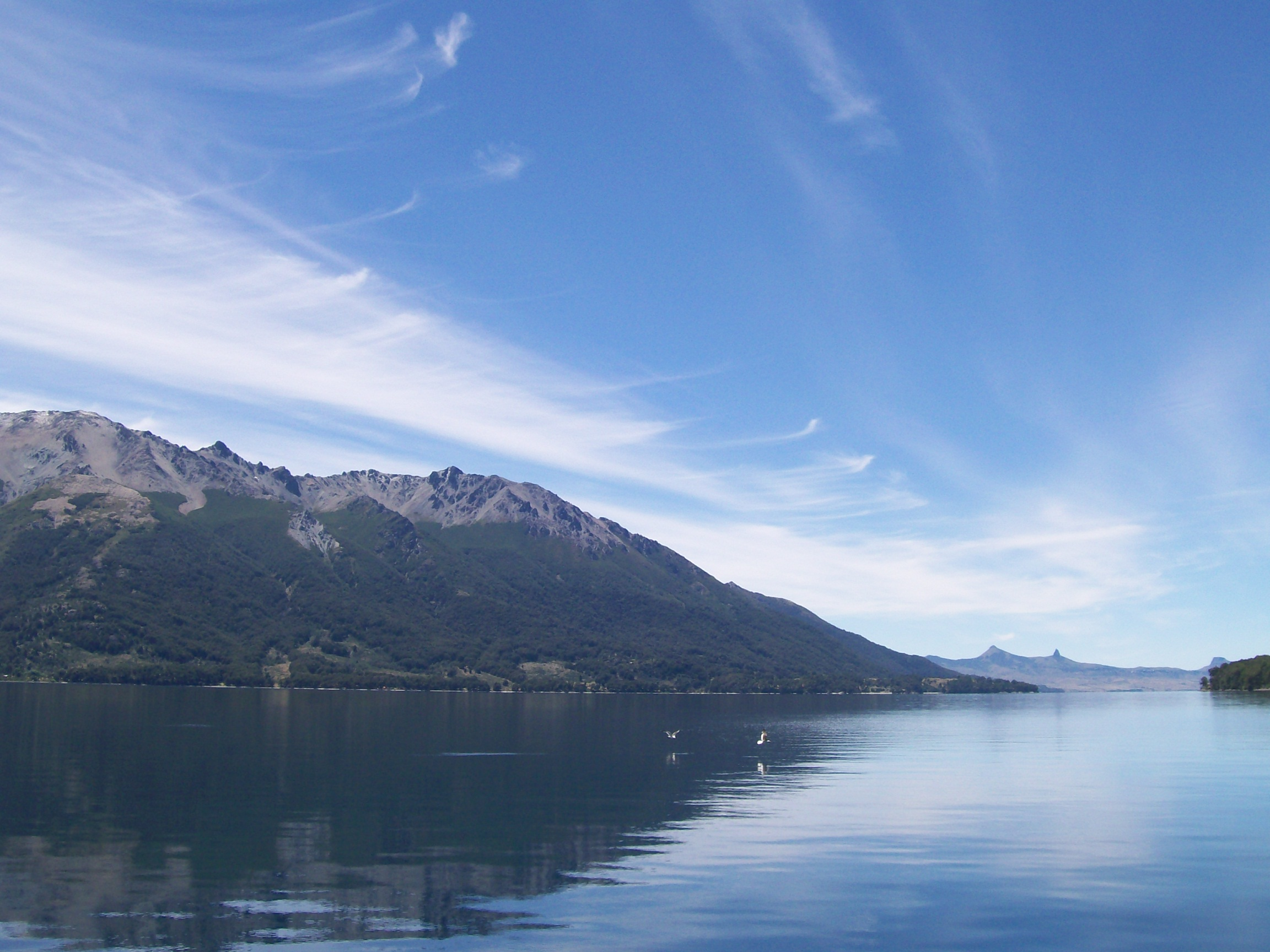
Vista del Lago.
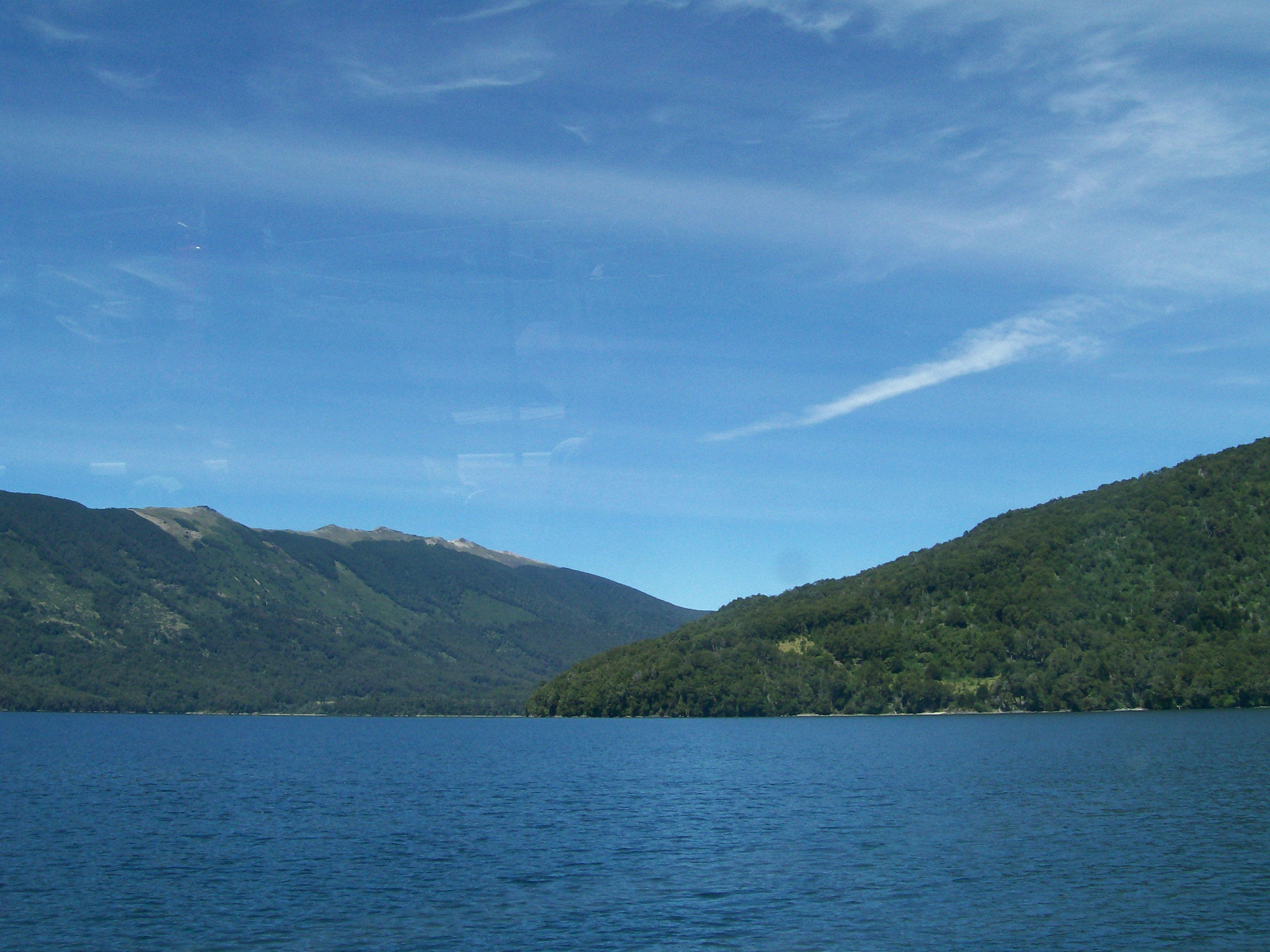
Vista del Lago.